# Wilhelm Lindenschmit (festő, 1829–1895)
Ifjabb Wilhelm Lindenschmit (München, 1829. június 20. – München, 1895. június 8.) német festő, idősebb Wilhelm Lindenschmit festő fia. 

## Élete és munkássága
Mainzban, azután a müncheni akadémián, a frankfurti Städel-féle intézetben, Antwerpenben és Párizsban tanult, 1863-ban Münchenben telepedett le, ahol 1875-ben az akadémia tanára lett. Művei, főleg a belga és francia festészet hatása alatt, kitűnő technikájuknak, bár, különösen a korábbiaknak színezése kissé tompa, barnás, mindenesetre a történeti festészet jobb termékei közé tartoznak. Fölemlítendők: Alba herceg Rudolstadt grófnőnél; I. Ferenc király elfogatása a paviai ütközetben; Sickingen Ferenc halála; A reformátorok gyülése Marburgban; A halász és a vizi tündér; Luther, Cottáné asszony házában; Jézus társaságának alapítása; Luther, Proles Andrásnál; Hutten Ulrik; Orániai Vilmos halála; Falstaff és a windsori víg nők; Raleigh Waltert családja meglátogatja a börtönben; Luther, Kajetán bibornok előtt; Boleyn Anna átadja gyermekét Parker Mathewnek; Know és a skót képrombolók; Alarich bevonulása Rómába.